# Vallée du Bergons
Pour les articles homonymes, voir Bergons.

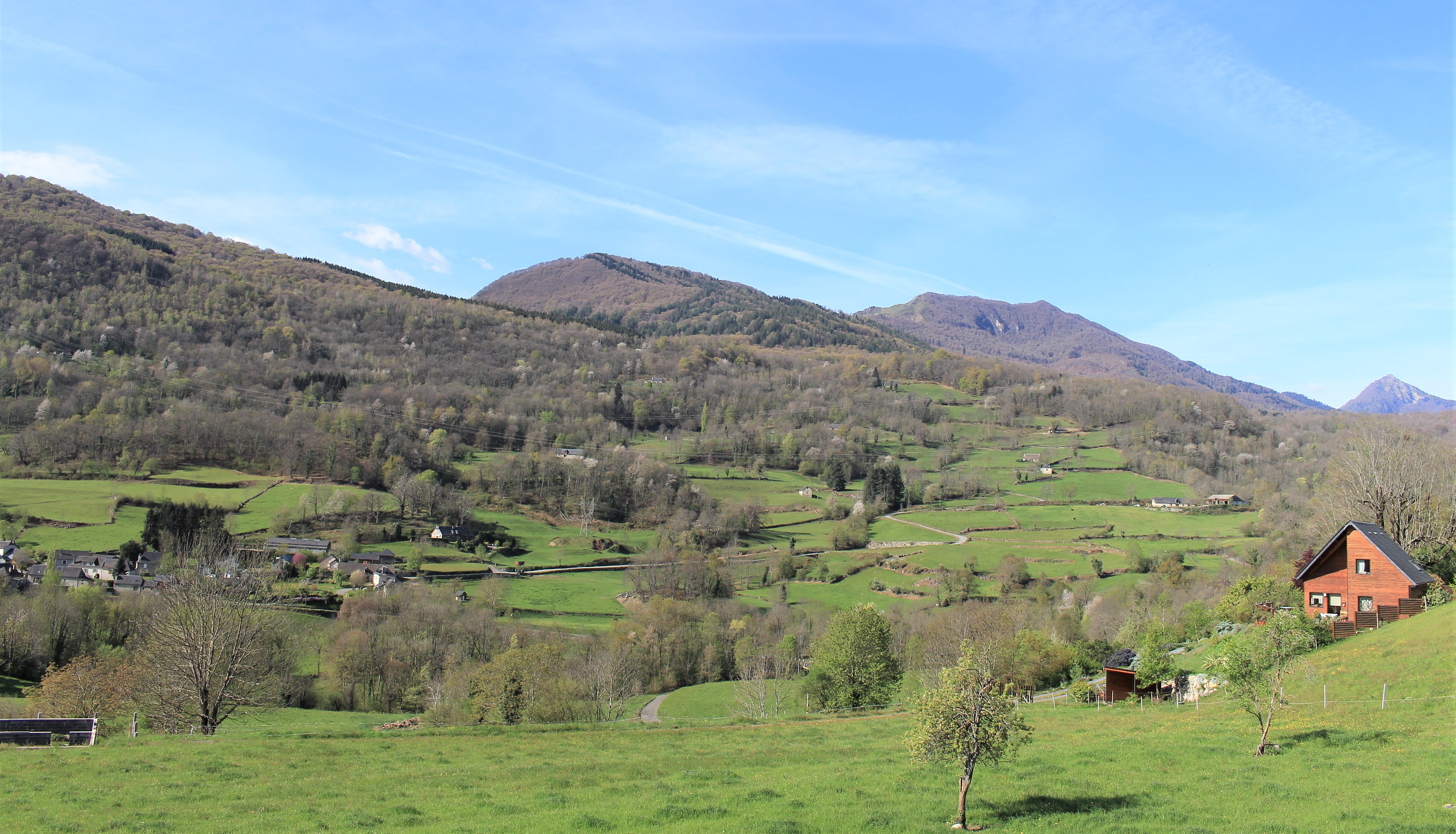
Vue de la vallée.

La vallée du Bergons est une vallée des Pyrénées françaises située dans le Lavedan dans le département des Hautes-Pyrénées. 

## Toponymie
Le nom vient du ruisseau du Bergons qui serpente d'ouest en est, au creux de la vallée.

## Géographie

### Situation
Orientée ouest-est, la vallée s'étend sur environ 14 km avec une largeur moyenne de 4 km. La vallée du Bergons est une petite vallée coincée entre le gave de Pau à l'est, la vallée de l'Ouzom à l'ouest, la vallée de Batsurguère au nord et la réserve du Pibeste et la vallée du gave d'Azun au sud.
Elle se trouve dans le massif du Granquet et entre l'Estrèm de Salles le val d'Azun.

### Topographie
La vallée du Bergons est surplombée au nord et au sud par des sommets avoisinant les 1 600 mètres :
- à l'est : le vallon se termine à 400 m d'altitude en débouchant sur la vallée du gave de Pau directement à Ayzac-Ost ;
- au nord : le soum de las Escures (1 847 m), le soum de Conques (1 759 m), le soum d'Andorre (1 684 m), le soum de Leiz (1 518 m), le soum des Aguillous (1 416 m), le pic du pibeste (1 348 m), le pic d'Alian (1 089 m), le col d'Andorre permet le passage vers la vallée de Batsurguère ;
- au sud : le soum d'Ostès (1 465 m), le soum de la Pène (1 616 m), le pic de Peyre (1 434 m), le pic d'Arragnat (1 345 m), le mont de Gez (1 097 m), les cols de la Serre, de Couraduque, de Couret et de Liar permettant le passage vers les villages du val d'Azun ;
- à l'ouest : le soum de Granquet (1 881 m), le pic de Bazès (1 804 m), le pic de Navaillo (1 660 m), le roc de Manoula (1 454 m), le col de Bazès et le col de Spandelles permettent le passage vers vallée de l'Ouzom.

### Hydrographie
La vallée du Bergons est une petite vallée creusée par le ruisseau du Bergons, un affluent gauche du gave de Pau.

## Accès
On y accède par la route départementale D 102. La D 602, route du col de Spandelles qui suit en parallèle le ruisseau du Bergons, partage la vallée d'est en ouest.

## Randonnée
Le GR 101 et le sentier de grande randonnée de pays Tour du Val d'Azun sillonnent la vallée.

## Protection environnementale
Une partie de la vallée est située dans la réserve du Pibeste.
La vallée fait partie d'une zone naturelle protégée, classée ZNIEFF de type 1,.

## Économie

### Sport d'hiver
La vallée englobe une grande partie des pistes de la station du val d'Azun.

### Période estivale
La route qui mène au col de Spandelles, classée en première catégorie, est souvent empruntée par les cyclo-touristes depuis Argelès-Gazost et le Tour de France y est passé pour la première fois en 2022.